# Ново-Василево
Ново-Василево — опустевшая деревня в Тейковском районе Ивановской области России. Входит в состав Новогоряновского сельского поселения.

## География
Находится в юго-западной части Ивановской области на расстоянии приблизительно 9 километров на северо-запад по прямой от районного центра города Тейково, на север от посёлка Новое Горяново.

## История
В 1859 году здесь (тогда в составе Шуйского уезда Владимирской губернии) было учтено 13 дворов, в 1902 — 20.

## Население
Постоянное население составляло 79 человек (1859 год), 0 как в 2002 году, так и в 2010.